# Anne Buijs
Anne Buijs, född 2 december 1991, är en nederländsk volleybollspelare (spiker). Hon spelar (2024) för AGIL Volley och seniorlandslaget. Tidigare har hon spelat för Praia Clube, Türk Hava Yolları SK, Unione Sportiva Pro Victoria Pallavolo Monza, Nilüfer BSK, Rio de Janeiro Vôlei Clube, Vakıfbank S.K., Lokomotiv Baku, UYBA Volley, Schweriner SC, Asterix Kieldrecht, TVC Amstelveen och VV Martinus. Hon deltog i alla EM-slutspel från 2009 och till 2021.
Hennes far Teun Buijs var även han volleybollspelare på hög nivå. Med Nederländernas herrlandslag kom han femma vid OS 1988 och trea vid EM 1989.